# Web xã hội
Web xã hội là một tập hợp các mối quan hệ xã hội liên kết mọi người thông qua World Wide Web. Web xã hội bao gồm cách các trang web và phần mềm được thiết kế và phát triển để hỗ trợ và thúc đẩy tương tác xã hội. :5 Những tương tác xã hội trực tuyến này tạo thành nền tảng của nhiều hoạt động trực tuyến bao gồm mua sắm trực tuyến, giáo dục, chơi game và các trang web mạng xã hội. Khía cạnh xã hội của giao tiếp Web 2.0 là tạo điều kiện cho sự tương tác giữa những người có cùng sở thích. Những thị hiếu này khác nhau tùy thuộc vào đối tượng mục tiêu là ai, và những gì họ đang tìm kiếm. Đối với các cá nhân làm việc trong bộ phận quan hệ công chúng, công việc luôn thay đổi và tác động của công việc đến từ mạng xã hội. Tầm ảnh hưởng do mạng xã hội tạo ra là rất lớn và liên tục thay đổi.
Khi các hoạt động của mọi người trên Web và giao tiếp tăng lên, thông tin về các mối quan hệ xã hội của họ trở nên khả dụng hơn. Các trang web mạng xã hội như MySpace và Facebook, cũng như Dataweb trong tương lai cho phép mọi người và các tổ chức liên hệ với nhau bằng những cái tên thân thiện với con người. Ngày nay, hàng trăm triệu người dùng Internet đang sử dụng hàng ngàn trang web xã hội để kết nối với bạn bè, khám phá "bạn bè" mới và chia sẻ nội dung do người dùng tạo ra, như ảnh, video, dấu trang xã hội và blog, thậm chí thông qua hỗ trợ nền tảng di động cho điện thoại di động. Vào quý 2 năm 2017, Facebook đã báo cáo có 1,86 tỷ thành viên, và trong năm 2008, MySpace đã có 100 triệu người dùng và YouTube có hơn 100 triệu video và 2,9 triệu kênh người dùng, và những con số này liên tục tăng. Web xã hội đang nhanh chóng phát minh lại chính nó, vượt ra ngoài các ứng dụng web đơn giản kết nối các cá nhân để sống một lối sống hoàn toàn mới. :18